# Dik Browne
Pour les articles homonymes, voir Browne.
Richard Browne, dit Dik Browne, né le 11 août 1917 à New York et mort le 4 juin 1989 à Sarasota en Floride, est un auteur de bande dessinée américain spécialisé dans le comic strip.

## Biographie
Il est le créateur en 1973 de Hägar Dünor (Hägar the Horrible), une série humoristique mettant en scène un Viking. Lorsqu'il prend sa retraite en 1988, à 71 ans, son fils Chris, qui collabore avec lui depuis la création de la série, en assure la reprise,.
Dik Browne est aussi le dessinateur de la série Hi and Lois — traduit en français par Hippolyte et Clémentine —, sur un scénario de Mort Walker. Créée en 1954, elle présente de manière humoristique le quotidien d'une famille américaine. C'est un spin-off d'une autre série de Mort Walker, Beetle Bailey. Au milieu des années 1980, les deux auteurs décident de confier la série à trois de leurs fils, tous parents depuis peu. Le dessin est pris en charge par Chance Browne (en), qui collabore avec son père sur cette série depuis la création de Hägar Dünor. Les scénarios sont écrits par deux fils de Mort Walker, Brian et Greg. Greg a commencé à fournir des idées de gags pour la série dès le début des années 1970 et son frère Brian à partir du début des années 1980.
Dik Browne a également travaillé dans le domaine publicitaire. Il est embauché après la Seconde Guerre mondiale par Johnstone and Cushing (en), une agence spécialisée dans les illustrations et les bandes dessinées promotionnelles. Il y conçoit entre autres le logo en forme d'oiseau de la marque de produits surgelés Birds Eye et une banane anthropomorphe, mascotte de Chiquita. Il actualise aussi le dessin des personnages enfantins utilisés dans les publicités pour les soupes Campbell, conçus par Grace Drayton en 1904.

## Distinctions
- 1960 : Prix du comic strip de la National Cartoonists Society (NCS) pour Hi and Lois
- 1961 : Prix du comic strip humoristique de la NCS pour Hi and Lois
- 1963 : Prix Reuben pour Hi and Lois
- 1973 : Prix du comic strip humoristique de la NCS pour Hi and Lois
- 1974 : Prix Reuben pour Hägar Dünor
- 1974 : Prix Elzie Segar de la NCS
- 1978 : Prix du comic strip humoristique de la NCS pour Hi and Lois
- 1984 :  Prix Max et Moritz du meilleur comic strip international pour Hägar Dünor
- 1985 : Prix du comic strip humoristique de la NCS pour Hägar Dünor
- 1987 : Prix du comic strip humoristique de la NCS pour Hägar Dünor